# Раздольное (Целиноградский район)
Раздольное (каз. Раздольное) — село в Целиноградском районе Акмолинской области Казахстана. Входит в состав Нуресильского сельского округа. Код КАТО — 116637500.

## География
,Село расположено на левом берегу реки Ишим, на расстоянии примерно 20 километров (по прямой) к северу от административного центра района — села Акмол, в 6 километрах к западу от административного центра сельского округа — села Нуресиль.
Абсолютная высота — 331 метров над уровнем моря.
Климат холодно-умеренный, с хорошей влажностью. Среднегодовая температура воздуха отрицательная и составляет около -4,1°С. Среднемесячная температура воздуха в июле достигает +20,4°С. Среднемесячная температура января составляет около -14,4°С. Среднегодовое количество осадков составляет около 390 мм. Основная часть осадков выпадает в период с июня по июль.
Ближайшие населённые пункты: село Кажымукан — на севере, село Арайлы — на северо-западе, село Нуресиль — на востоке, село Талапкер — на северо-востоке, аул Жана Жайнак — на западе.

## Население
В 1989 году население села составляло 289 человек (из них русские — 41%).

В 1999 году население села составляло 334 человека (168 мужчин и 166 женщин). По данным переписи 2009 года, в селе проживало 359 человек (174 мужчины и 185 женщин).
| Численность населения | Численность населения | Численность населения |
| 1989                  | 1999                  | 2009                  |
| --------------------- | --------------------- | --------------------- |
| 289                   | ↗334                  | ↗359                  |